# 堀内昶
堀内 昶（ほりうち ひさし、1943年1月1日 - ）は、日本の物理学者（男性）。2006年（平成18年）まで京都大学大学院理学研究科教授を務めた。京都大学名誉教授。

## 人物
神奈川県横浜市生まれ。東京大学理学部物理学科卒業。同大学院修了。
専門は、原子核の理論的研究、特に軽い原子核におけるクラスター構造と重イオン反応の研究。東京大学で、小林稔博士（京都大学教授）の弟子で原子核のクラスター物理研究を牽引した池田清美博士（新潟大学名誉教授）に師事。反対称化分子動力学法を用いたAMD模型を開発し、重イオン反応における多重破砕過程の理解に貢献。また、このAMD法を用い軽い原子核におけるクラスター形成のメカニズムの解明に貢献した。原子核の構造と反応を記述するAMD法の開発によって、1996年（平成8年）の日本物理学会論文賞、2000年（平成12年）の仁科記念賞、2007年（平成19年）の紫綬褒章の受章に至った。
京都大学理学部物理学第二教室では小林稔、玉垣良三の後を継ぎ、多くの研究者を育てた。門下生には、翻訳家の青木薫、矢花一浩（筑波大学教授）らがいる。

## 略歴
- 1965年（昭和40年） - 東京大学理学部物理学科を卒業。
- 1970年（昭和45年）
  - 東京大学大学院理学系研究科博士課程を修了。理学博士号を取得。
  - 日本学術振興会奨励研究員。
  - 京都大学基礎物理学研究所助手に就任。
- 1973年（昭和48年） - 京都大学理学部助手に就任。
- 1977年（昭和52年） - 同助教授に就任。
- 1996年（平成8年） - 京都大学大学院理学研究科教授に就任。
- 2000年（平成12年） - 仁科記念賞を受賞[1]。
- 2007年（平成19年） - 紫綬褒章を受章[1]。
- 2016年（平成28年） - 春の叙勲で瑞宝中綬章を受章[2]。

## 著書

### 単著
- 『核子が作る有限量子多体系』（岩波書店）